# سیارک ۱۰۵۸۶
سیارک ۱۰۵۸۶ (به انگلیسی: 10586 Jansteen، نامگذاری:1996KY4) ده هزار و پانصد و هشتاد و ششمین سیارک کشف شده‌است که در ۲۲ مه ۱۹۹۶ کشف شد.
قدر مطلق سیارک برابر ۲۰٫۴ است.